# 約庫爾赫斯特穹
71°52′S 6°42′E / 71.867°S 6.700°E
約庫爾赫斯特穹，是南極洲的穹丘，位於毛德皇后地的阿斯特里德公主海岸，屬於穆利格-霍夫曼山脈的一部分，根據挪威探險隊的測量和拍攝的空中照片繪入地圖，現時由南極條約體系管理。